# Joseph Simmons

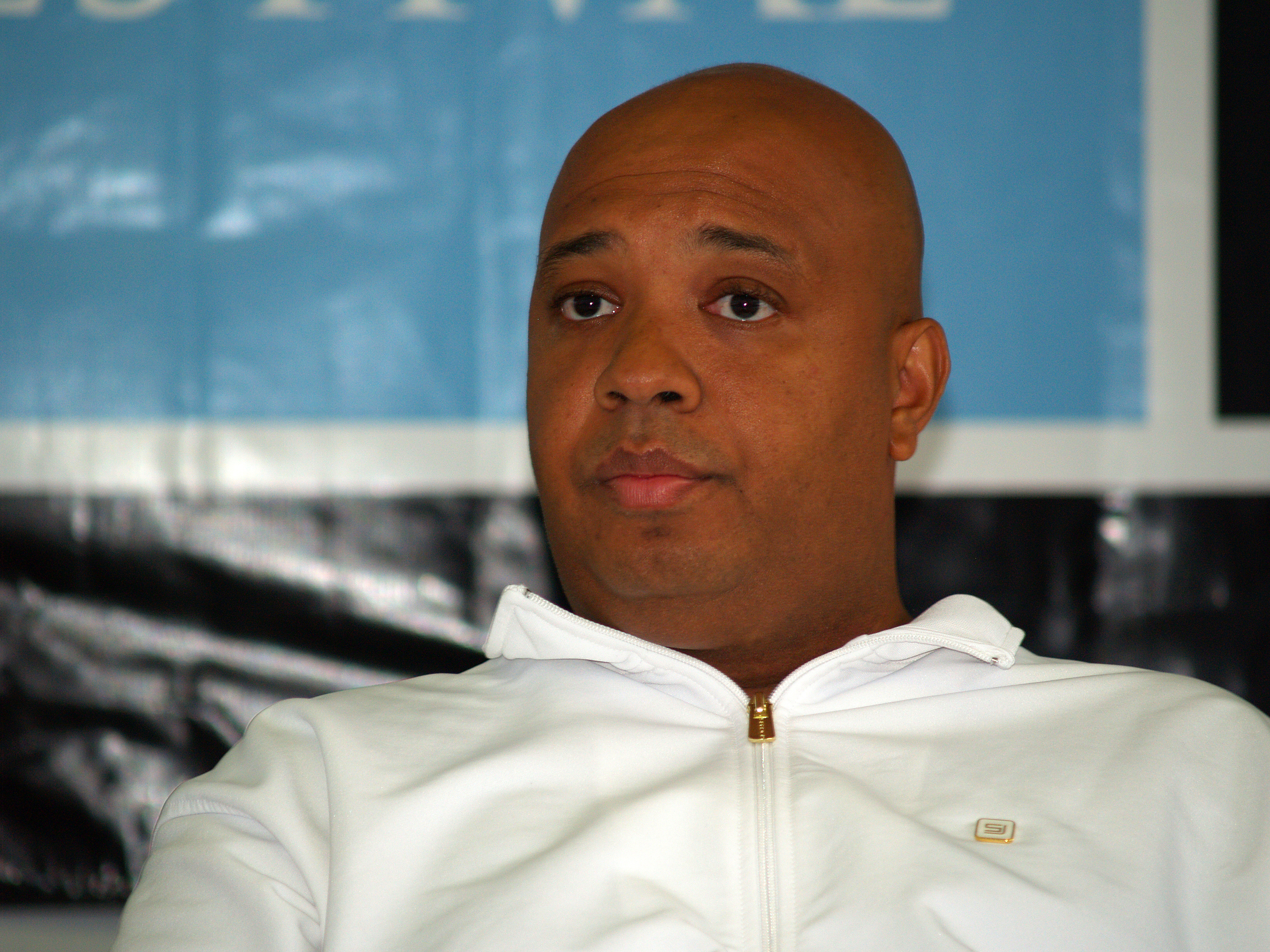
Joseph Simmons

Joseph Ward Simmons (Hollis, Queens, New York, 14 november 1964) is een Amerikaans rapper en een van de oprichters van de hiphopgroep Run-D.M.C. Hij is bekend als DJ Run of Rev Run (Rev is een afkorting van Reverend); laatstgenoemde heeft betrekking op zijn religieuze titel.

## Leven
Simmons is de jongere broer van Daniel Simmons en Russell Simmons, oprichter van Def Jam Recordings. Hij was rapper in Run-D.M.C. samen met mede-oprichter en vriend Darryl "DMC" McDaniels. Het werk van de groep wordt beschouwd als creatief en origineel, er wordt gebruikgemaakt van revolutionaire stijlen, onder andere van DJ Jam Master Jay.
Distortion is Simmons' eerste soloalbum. De eerste single "Mind on the Road" wordt gebruikt in de videogame van EA Sports, Madden NFL 06.
Simmons en zijn familie zijn ook te zien in de reality show van MTV, Run's House.
Zijn oudste zoon Joseph "JoJo", lid van Team Blackout, werd gearresteerd wegens het bezit van drugs. Na één dag cel haalde zijn vader hem eruit.

## Simmons's huwelijken en familie
- Simmons trouwde met Valerie Vaughn in 1983 en kreeg drie kinderen met haar: Vanessa, Angela en Joseph "JoJo".
- Zijn tweede huwelijk met Earlene Brown werd voltrokken op 25 december 1991. Hij kreeg één kind, Trevor, hij verschijnt later op de Run's House Reunion aflevering.
- Simmon's derde huwelijk was met Justine Jones; het vond plaats op 25 juni 1994. Met haar kreeg Simmons nog drie kinderen: Daniel "Diggy", Russell "Russy" en Victoria Anne. Victoria overleed echter op 26 september 2006, kort na haar geboorte, aan een 'open buik', oftewel omphalocele of gastroschisis.
- Uiteindelijk hebben Simmons en Justine nog een meisje geadopteerd, genaamd Miley Justine.

- Biblioteca Nacional de España: XX1578936
- Bibliothèque nationale de France: cb140236324 (data)
- Gemeinsame Normdatei: 122498224
- International Standard Name Identifier: 0000 0003 6453 5293
- Library of Congress Control Number: n00093808
- MusicBrainz: 598bb421-78fc-4f5e-9577-ebe666922c72
- Nationale Bibliotheek van Tsjechië: xx0184800
- Virtual International Authority File: 87301764
- WorldCat: E39PBJkXykM6cHMb7VF8X9dCwC